# Groupe Mozart
Le groupe Mozart est une société de sécurité privée opérant en Ukraine lors de l'invasion russe de l'Ukraine en 2022,. Le groupe est composé de volontaires occidentaux ayant une expérience militaire, et fournit une formation militaire, des évacuations et des sauvetages civils, ainsi qu'une distribution d'aide humanitaire,. Il a été fondé à la mi-mars 2022 par Andrew Milburn, un colonel de la Marine des États-Unis à la retraite, commandant adjoint du Commandement central des opérations spéciales, et qui est également à la tête du groupe.
Le nom, une référence au compositeur autrichien Wolfgang Amadeus Mozart, est choisi comme une référence spirituelle, et un contrepoint, à la société militaire privée russe Wagner,, les deux groupes étant ainsi nommés en référence au compositeur allemand Richard Wagner. Un chien secouru, nommé Richie, sert de mascotte au groupe.

## Historique
Le groupe Mozart est fondé à la mi-mars 2022 par Andrew Milburn, un colonel à la retraite des Marines américains ayant plus de 31 ans de service dans l'armée américaine. Andrew Milburn avait servi en Somalie, ainsi que dans les invasions de l'Irak et de l'Afghanistan par les États-Unis. Il a trouvé certains des conflits dans lesquels il a servi au cours de sa carrière moralement ambigus. L'invasion de l'Ukraine par la Russie en février 2022 l'a poussé à s'investir en faveur de la cause ukrainienne qu'il trouvait moralement juste. Il est arrivé sur le sol ukrainien début mars 2022 en tant que correspondant de la revue militaire américaine Task and Purpose. Après avoir fondé le groupe Mozart, il a ouvert un bureau à Kiev, en Ukraine, et a commencé à rechercher des dons. Le groupe a ensuite pris ses quartiers dans le Donbass.
Au début de la création du groupe, ce dernier formait la force de défense civile ukrainienne de Kiev. Puis, le groupe Mozart a attiré l'attention d'Evgueni Prigojine, chef du groupe Wagner, lors de la bataille de Bakhmout. Le groupe mène alors une formation et une évacuation de civils autour de la ville alors que celle-ci est assiégée par des mercenaires de Wagner. En novembre 2022, Prigojine affirme que le groupe Mozart a pris le commandement d'une brigade ukrainienne, affirmant que celui-ci est composé de « mercenaires américains ». Le site web du groupe Mozart a subi une attaque informatique par déni de service peu de temps après que Evgueni Prigojine ait mis en lumière ce groupe et que les médias russes l'ai repris. Milburn a par la suite déclaré que Wagner visait peut-être les volontaires du groupe Mozart, mettant en évidence que plusieurs hôtels où les volontaires du groupe avaient séjourné ont été la cible de frappes de missiles. Milburn a également déclaré qu'il était en contact régulier avec les services secrets ukrainiens et les responsables militaires concernant la menace posée par le chef de Wagner.
En décembre 2022, Milburn exprime sa crainte que le groupe Mozart ne manque de fonds au début de l'année 2023. Le même mois, The National, un média anglophone du Moyen-Orient basé à Abou Dhabi, rapporte — citant une source de sécurité occidentale anonyme opérant en Ukraine — que l'entraînement militaire des troupes ukrainiennes, mené par le groupe Mozart, contribuait grandement aux capacités militaires ukrainiennes. En conséquence, les membres du groupe Mozart se sont retrouvés sur une liste de cibles de Wagner, avec Milburn désigné comme la cible principale.

## Caractéristiques
Le groupe Mozart est structuré comme une société à responsabilité limitée, enregistrée dans l'État du Wyoming, aux États-Unis, en tant qu'organisation caritative 501(c)(3). Le groupe permet des dons exonérés d'impôts par le biais de son organisation « « alter ego » Task Force Sunflower ». Le groupe Mozart n'est pas directement impliqué dans le combat (le groupe n'exerce que de l'autodéfense), ses volontaires ne portent pas d'armes, et il est conforme aux lois américaines sur la neutralité interdisant aux citoyens américains de rejoindre des armées étrangères ou de lancer des guerres contre des pays qui ne sont pas en guerre avec les États-Unis. Andrew Milburn a déclaré que le groupe Mozart n'avait aucun contact et ne recevait aucun soutien de la part du gouvernement américain, mais qu'il souhaitait qu'il y ait plus de contacts avec le gouvernement américain et un financement de l'État des pays occidentaux.

### Effectif
En août 2022, le groupe Mozart était composé de 20 à 30 bénévoles originaires des États-Unis, du Royaume-Uni, d'Irlande et d'autres pays occidentaux. Les membres sont pour la plupart d'anciens membres du personnel des opérations spéciales. La majorité des membres sont anglophones et ont entre 30 et 45 ans.
Le groupe Mozart propose des contrats plus flexibles que la Légion étrangère ukrainienne. Les potentiels nouveaux membres sont soigneusement sélectionnés. Les volontaires n'ont pas le droit de participer au combat et doivent être immédiatement expulsés s'ils le font.

### Activités
Le groupe Mozart participe à diverses formes de formation (y compris la formation de première ligne, la formation de nuit, la formation des recrues et la formation des officiers, la formation à la guerre des drones, la formation aux missiles antichars, la formation au déminage et la formation aux tireurs d'élite), évacuation et sauvetage de civils, distribution d'aide humanitaire, déminage, et premiers secours.

### Financement
Selon Milburn (en décembre 2022), les dépenses mensuelles du groupe Mozart s'élevaient à environ 170 000 dollars, les budgets hebdomadaires des équipes d'évacuation s'élevant à environ 2 000 dollars. Le groupe Mozart est financé principalement par des donateurs privés américains. Certains de ses plus grands donateurs sont des gestionnaires de fonds spéculatifs d'ascendance ukrainienne. Une organisation humanitaire a également fourni un soutien financier dans le but d'apporter une aide pour les évacuations.
Milburn a exprimé le désir de recevoir un financement des gouvernements occidentaux qu'il a regretté ne pas avoir reçu malgré le fait que le groupe Mozart « remplit un créneau que personne d'autre [ne remplissait] », affirmant qu'un tel soutien financier gouvernemental du groupe devrait se faire « sans difficulté ». Il a déclaré que le gouvernement américain craignait que le financement du groupe Mozart ne le transforme en un entrepreneur militaire privé impliqué dans la guerre.